# جو باتلر (بازیکن فوتبال، زاده ۱۸۷۹)
جو باتلر (انگلیسی: Joe Butler؛ 1879 – اوت ۱۹۴۱ (۶۱−۶۲ سال)) بازیکن فوتبال اهل بریتانیا بود.
از باشگاه‌هایی که در آن بازی کرده‌است می‌توان به باشگاه فوتبال گلوسوپ نورث اند، باشگاه فوتبال مکلسفیلد تاون، باشگاه فوتبال استوک‌پورت کانتی، باشگاه فوتبال لینکولن سیتی، باشگاه فوتبال ساندرلند، و باشگاه فوتبال لیتون اورینت اشاره کرد.